# چشمان خیالاتی
چشمان خیالاتی (به انگلیسی: Paranoid Eyes) آهنگی از آلبوم برش نهایی گروه موسیقی پراگرسیو راک پینک فلوید است که در سال ۱۹۸۳ منتشر شد.

## همراهان در ساخت آهنگ
- راجر واترز - خواننده و گیتار بیس،گیتار
- نیک میسن - درام

بهمراه:
- مایکل کی‌من - ارکسترال،پیانو
- ارکستر فیلارمونیک ملی - بیس،String instrument
- ری کوپر - ساز کوبه‌ای
- اندی باون - ارگ